# Burns, Baby Burns
"Burns, Baby Burns" är avsnitt fyra från säsong åtta av Simpsons och sändes på Fox i USA den 17 november 1996. Mr. Burns sedan länge sedan förlorade son Larry dyker upp. De två kommer bra överens till en början men Mr. Burns inser snart att de två inte passar ihop. Avsnittet regisserades av Jim Reardon och var det första manuset som skrevs av Ian Maxtone-Graham. Rodney Dangerfield gästskådespelar som Larry Burns.

## Handling
Familjen Simpson besöker en ciderkvarn där de träffar på sina grannar Flanders. Mr. Burns och Smithers sitter på tåget till Springfield efter deras besök på Yale University. Tåget gör ett stopp för att en soffa ligger över spåret och försäljaren Larry ser det och försöker göra affärer med passagerarna under tiden de fixar felet. Han känner igen Mr. Burns från en bild som han har och inser att personen är hans pappa. Innan han hinner göra något åker tåget iväg. Larry bestämmer sig för att åka till Springfield för att träffa sin pappa. Familjen Simpson är på väg hem och plockar upp Larry när han liftar. Larry får reda på vad familjen tycker om Mr. Burns och inser att de inte gillar honom.
Larry träffar Mr. Burns, han tror inte på hans historia först men då han ser hans leverfläckar inser han att han talar sanning och att han är hans son. Han berättar för Larry hur han träffade hans mor och varför han hamnade på barnhem. Larry berättar sen sin livshistoria för Burns. Burns försöker få Larry bli intresserad av företaget men det lyckas inte. Burns placerar Larry som kollega till Homer på sektor 7G, han får då reda på att de båda är lata. Burns låter Larry följa med på en middag med socialiteten där han skämmer ut sig och då han testar Yales intagningstest misslyckas han.
Larry är på Moe's Tavern där han bjuder över Homer på middag för att visa dem att Burns är okej. På middagen blir Burns irriterad på Larry och önskar att han inte träffade honom. Homer och Larry bestämmer sig för att kidnappa Larry så Burns får visa att han älskar Larry. Larry gömmer sig i familjen Simpsons källare och skickar ett kidnappningsbrev till Burns. Larry hittas snart hos familjen Simpson och Homer och Larry försöker fly. De tar sig till biografen där Hans Moleman anger dem för polisen då de stör filmvisningen. Homer och Larry flyr till taket där de förklarar varför de fejkade kidnappningen. Mr. Burns förlåter dem för kidnappningen men berättar att han inte är familjen han behöver. Larry inser det och åker hem tills han fru och barn som inte vet om att han åkte iväg. Larry börjar sen festa med de andra invånarna på stadens gator och utan förvaring kommer musik och drinkar.

## Produktion
Avsnittet var det första som Ian Maxtone-Graham skrev själv, han hade sedan några månader hjälpt de andra författarna med mindre justeringar i deras manus. Maxtone-Graham anställdes av Bill Oakley och Josh Weinstein som hade arbetat med honom tidigare. Avsnittet skulle från början handla om Mr. Burns och Abraham Simpson som var stationerad i Paris under andra världskriget och blev kär i samma kvinna som födde ett barn. Maxtone-Graham bestämde sig för att Burns skulle få ett barn. Att Abraham och Mr. Burns hade en relation hade tidigare vistas i "Raging Abe Simpson and His Grumbling Grandson in "The Curse of the Flying Hellfish"". Avsnittet börjar med att familjen besöker "Mt. Swartzwelder Historic Cider Mill" då de ville inledda med något om hösten och en ciderkvarn blev den bästa idén.
Rodney Dangerfield gästskådespelar som Larry Burns och han tillfrågades då han är en favorit till många av författarna. Många skämt i avsnittet var svårare att skriva än vanligt. Dangerfield ändrade några ord i manuset då han spelade in avsnittet. Josh Weinstein fick hålla reda på med penna vilka ord som sades. Larry Burns var svår att designa för de ville att han skulle se ut som en blandning mellan Dangerfield och Burns.

## Kulturella referenser
Efter att Larry Burns placerats i sektor 7G med Homer tar han bort ett pussel som föreställer Snobben utan näsa då de inte ville bli stämda. Rollfigurerna från Yale som Mr. Burns talar med är baserat på Dink Stovers Stover at Yale. Avsnittet innehåller referenser till filmen Tom i bollen då Larry försöker komma nära Burns och det slutar med ett gatuparty. I slutet spelas låten "Any Way You Want It" av Journey. Att avsnittet slutar på en biograf är en referens till John Dillinger, Lee Harvey Oswald och John Wilkes Booth.

## Mottagande
Avsnittet sändes på Fox i USA den 17 november 1996. Avsnittet hamnade på plats 64 över mest sedda program under veckan med en Nielsen ratings på 7.7, vilket ger 7,5 miljoner hushåll. Avsnittet var det fjärde mest sedda programmet på Fox under veckan. I boken I Can't Believe It's a Bigger and Better Updated Unofficial Simpsons Guide skriver Warren Martyn och Adrian Wood att avsnittet är roligt och Rodney Dangerfield ger Larry en karaktär och Homers tal på biografen är avsnittets klimax och ett av de roligaste ögonblicken.